# Michał (biskup generalny)
Michał – duchowny Koptyjskiego Kościoła Ortodoksyjnego, od 2018 biskup generalny w Patriarchacie Aleksandryjskim.

## Życiorys
Początkowo był mnichem w Monasterze Panny Marii. Sakrę biskupią otrzymał 25 listopada 2018.